# Stanisław Fabijański

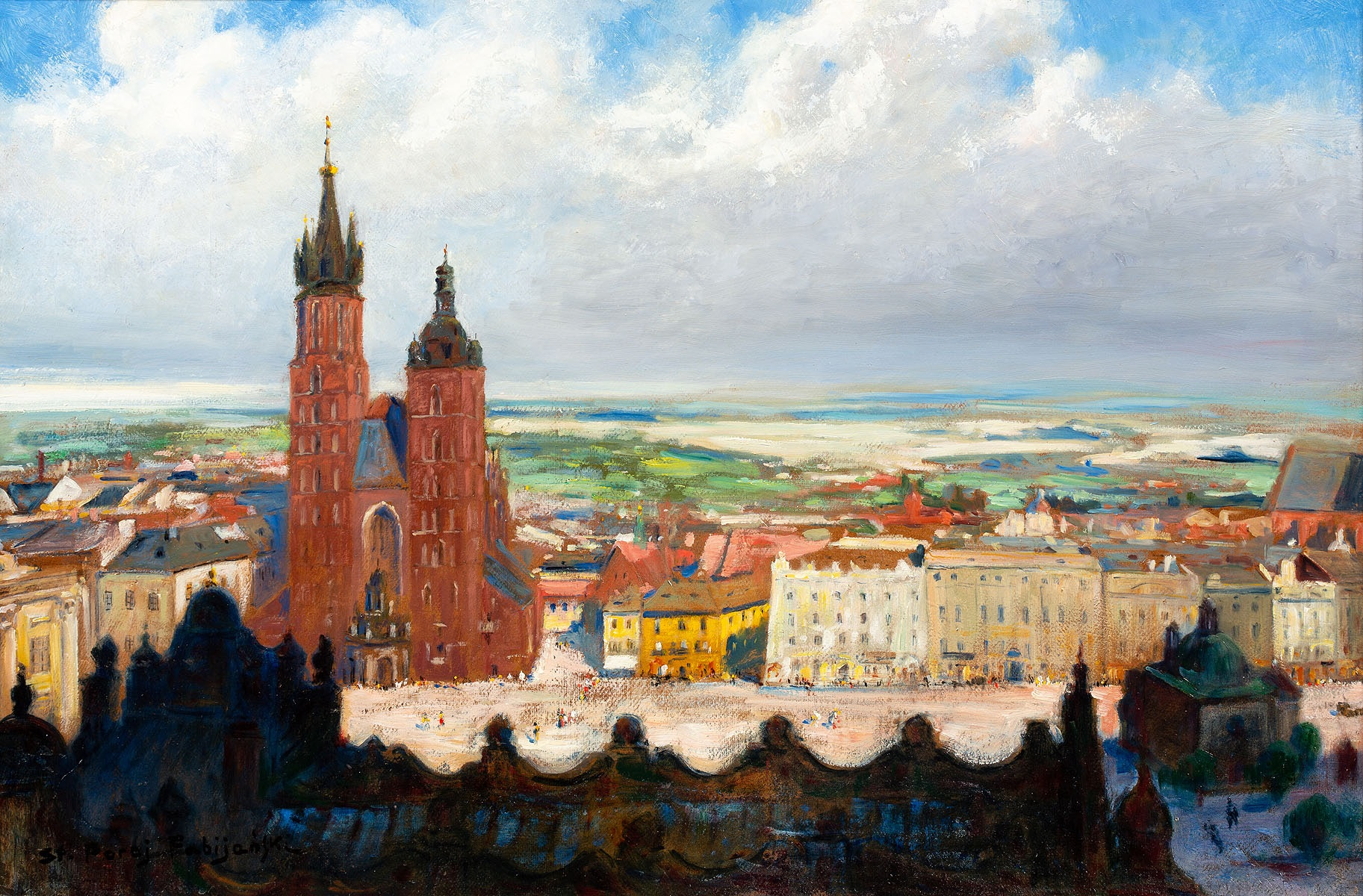
Ansicht von Krakau

Stanisław Ignacy Fabijański (* 22. Juli 1865 in Paris; † 13. Februar 1947 in Krakau) war ein polnischer Landschaftsmaler, Illustrator und Bildhauer.
Geboren als Sohn des Malers Erasmus Rudolf Fabijański (1826–1892) begann er seine Ausbildung 1880 in Lemberg bei Leonard Marconi, studierte weiter von 1888 bis 1890 an der Akademie der Bildenden Künste Krakau bei Florian Cynk, Leopold Löffler und Jan Matejko.
Fabijański setzte das Studium ab dem 13. Oktober 1888 an der Königlichen Akademie der Künste München bei Sándor Wagner fort, wo er vermutlich bis 1890 studierte.
Anschließend unternahm er Studienreisen nach Italien und Paris. Dann kehrte er nach Krakau zurück, wo er sich niederließ.
1902 wurde er mit dem 1. Preis im Plakatwettbewerb für die Jahresausstellung des Krakauer Verbands polnischer Künstler „Sztuka“ ausgezeichnet.
Im Ersten Weltkrieg diente er in den Polnischen Legionen und war Mitglied in der Künstler-Sektion des Verbands der polnischen Legionäre in Krakau.
In seiner frühen Zeit beschäftigte sich Fabijański vor allem mit plastischen Arbeiten, darunter Altären, Beichtstühlen, Sarkophagen und keramischen Kleinplastiken. Später beschäftigte er sich mit der Landschaftsmalerei und Illustrationen.
In München schuf er 1889/90 Bilder mit reitenden Kosaken und Armeeoffizieren unter dem Einfluss des polnischen Malers Józef Brandt.